# コンバット越前
コンバット越前（コンバットえちぜん）は、セガサターン用ガンシューティングゲーム『デスクリムゾン』の登場人物（架空の人物）で、同作品の主人公。呪われた銃「クリムゾン」を手に戦う元傭兵の医師という設定。シリーズ作品『デスクリムゾン2 -メラニートの祭壇-』および『デスクリムゾンOX』にも登場する。

## 人物
「コンバット越前」は傭兵として活動していたときのコードネームで、本名は越前康介（えちぜん こうすけ）。本名を隠すために使用されるコードネームに本名の姓を使っている理由は不明。『デスクリムゾン』のオープニングムービーでは仲間から「越前」と本名部分で呼ばれている。
『デスクリムゾン』本編の時点（1996年時点）では身長181cm、体重70kg。血液型はO型。年齢は29歳とされている。生年月日は1966年5月5日で、同作発売日の1996年8月9日時点では既に30歳になっている。
ゲーム中に登場するCGでは左手の先が細く、左右の足の長さが違うように見える。
『デスクリムゾン』のマニュアルに依れば、冒険心が旺盛な一匹狼（抑えてはいるらしいが）。正義感および勇気は「平均以上」。女性の扱いは苦手。行き当たりばったりの人生を選んでしまうタイプだという。好きな食べ物は焼きビーフン。後に語ったところではカレービーフンは駄目で中華味のビーフンしか認めないという。
甲高い声が特徴で、前後関係が不明な中で唐突に発せられる台詞が多い。敵が上から来ると言いながら階段を上がったり、階段に疑問を持ちながら既にその階段を降下していたりと、おかしな行動をとっている様子だが、それぞれ、進行方向が上であった、階段は地下への入り口で急なものである、などの確認がムービーの撮影地で取れている。説明が苦手で感性で動くタイプ。赤の装飾が付いた特に赤くない扉を端折って「赤の扉」と呼び「せっかくだから（国語辞典ではチャンスを失わないため、うまくいかせるために、の意味）」選ぶという突飛さ、順応力は話題となり、「せっかく」の意味をファンもよく知らないこともあり、脈絡もなく「せっかくだから俺はこの○○○を選ぶぜ!」の言い回しを用いる行為がゲームファンの流行語となった。

## 『デスクリムゾン』での活躍
1986年、マルマラ軍の傭兵として戦友のダニーとグレッグと共に敗走中に遺跡を発見し、そこで謎の銃「クリムゾン」を入手する。その後帰国し医者となるが、1996年ヨーロッパでKOT症候群という病気が流行した際、10年前の記憶から「突き動かされるもの」を感じ、因果関係を確かめるために渡欧し、クリムゾンを手に魔物と戦うことになる。最後は「機械が究極の進化を遂げた生物」デスビスノスとの死闘の末これを打ち倒した。なお、肝心のKOT症候群については、ゲーム中は何も語られなかった。

## 『デスクリムゾン2』での登場
前作の20年後を舞台とした『デスクリムゾン2 -メラニートの祭壇-』では、銭湯から出てきた越前の姿(銭湯より帰還で銭湯と戦闘をかけている)がパッケージのジャケットに描かれている。グラフィックは3DCGに手直しされているが、それでも左右の足の長さが微妙に違う。精悍な顔立ちとは裏腹に相変わらずの甲高い声に加えて妙に軽快な口調である。
今作ではオープニングにてナレーターとして登場。親友であるダニーの最期を嘲笑うかのように語る。作中では生死不明であるが、中盤で主人公の八並康がクリムゾンを手にした際、思念体として現れ、クリムゾンの危険性を訴えた。その後、ヒロインのユリ・ローゼンバーグは越前と精神科医のリリー・ローゼンバーグとの間に生まれた一人娘であることが明かされる。
今作で語られた所によると、KOT症候群の流行時にはグレッグと共にムササビの血清が特効薬である事を突き止め、KOT症候群の根絶に貢献した。その後、KOT症候群の元凶であるデスビスノスとの戦いに赴き、なんとか勝利したもののクリムゾンの狂気で精神を侵され、クリムゾンをグレッグに託した後に消息を絶ったという。2007年の「エコールファン感謝祭」では1998年に死亡していると明かされた。

## 『デスクリムゾンOX』での登場
『デスクリムゾン2』をアーケードゲームとして再構成した『デスクリムゾンOX』にも登場する。本作は『デスクリムゾン』のとある場面から分岐したパラレルワールドが舞台で、キャラクター達の設定が『デスクリムゾン2』とは若干変更されているが、越前の「好物は焼きビーフン」という点は変わらない。クリムゾンを手に入れ行方不明、ということになっているが、ステージ6でその姿を現す。既に顔がスナブリン（『デスクリムゾン』に登場したタラコ唇な顔をした球状の敵）の人外の存在と化しており、康に倒される形でクリムゾンの呪縛から解放される。

## 声優
声優は、そのあまりにも甲高く特徴的な声からエコールソフトウェアの社員ではないかとまで言われていたが、後にプロの声優せいじろうが演じていたことが公表される。せいじろうは、越前以外にもナレーションや他のキャラクターの声、効果音などゲーム中のボイスをすべて1人で担当していた。
彼に依頼することになった経緯について、エコール社長の真鍋賢行の語るところによれば、「変な魔物がペンチでつねられる悲鳴をすぐに出せる人」をリクエストしたところやってきたのがせいじろうだったということである。その妙に甲高い声も、傭兵と聞いて普通連想するような野太い声から真鍋の「チャレンジ精神」で外して出してもらったものだという。
せいじろうは『デスクリムゾン』について、ネット上で「素人がやっているんじゃないか」と評されたことがトラウマになっているというものの、2007年にはエコールが開いたイベント「エコールファン感謝祭」に特別ゲストとして招かれ、越前になりきって真鍋の質問に答えるというファンサービスを披露した。前述の焼きビーフンの好みの他に、『デスクリムゾン』オープニングの実写映像のロケ地である「友ヶ島へ行ったことはない」ゲーム中に登場する街である「好きだったサロニカはもう無くなってしまった」「イラクに自衛隊がいる時代だから、もう傭兵はやらない」「これからはムササビ専門の獣医をやるつもり」などと越前の声で答えてファンを沸かせた。